# Leeds United Association Football Club 1977-1978
Questa voce raccoglie le informazioni riguardanti il Leeds United Association Football Club nelle competizioni ufficiali della stagione 1977-1978

## Stagione
Mentre continuava l'esodo dei giocatori della vecchia guardia (fu ceduto, in particolare, il capitano Billy Bremner), il Leeds disputò ancora una volta un campionato di media classifica: dopo un avvio difficoltoso la squadra parve tuttavia ritrovarsi a marzo, quando si portò a ridosso della zona UEFA, per poi declinare al nono posto finale. Poco degna di nota fu la prestazione della squadra in FA Cup, dove la squadra fu eliminata al terzo turno dal Manchester City.

## Maglie e sponsor
Nella stagione 1977-1978 le divise del Leeds, prodotte dalla Admiral, subiscono una leggera modifica riguardante lo stemma della squadra, bordato da un cerchio blu.
| 1a divisa | 2a divisa |

## Rosa
| N. |                        | Ruolo | Calciatore      |
| -- | ---------------------- | ----- | --------------- |
|    | Scozia (bandiera)      | P     | David Harvey    |
|    | Scozia (bandiera)      | P     | Dave Stewart    |
|    | Inghilterra (bandiera) | D     | Paul Reaney     |
|    | Inghilterra (bandiera) | D     | Trevor Cherry   |
|    | Inghilterra (bandiera) | D     | Paul Madeley    |
|    | Scozia (bandiera)      | D     | Gordon McQueen  |
|    | Scozia (bandiera)      | D     | Keith Parkinson |
|    | Inghilterra (bandiera) | D     | Paul Hart       |
|    | Inghilterra (bandiera) | C     | Neil Parker     |
|    | Inghilterra (bandiera) | C     | Roy Ellam       |
|    | Galles (bandiera)      | C     | Byron Stevenson |
|    | Galles (bandiera)      | C     | Bryan Flynn     |

| N. |                        | Ruolo | Calciatore    |
| -- | ---------------------- | ----- | ------------- |
|    | Inghilterra (bandiera) | C     | Tony Currie   |
|    | Scozia (bandiera)      | C     | Peter Lorimer |
|    | Galles (bandiera)      | A     | Carl Harris   |
|    | Inghilterra (bandiera) | A     | Allan Clarke  |
|    | Scozia (bandiera)      | A     | Eddie Gray    |
|    | Scozia (bandiera)      | A     | Frank Gray    |
|    | Scozia (bandiera)      | A     | David McNiven |
|    | Scozia (bandiera)      | A     | Joe Jordan    |
|    | Galles (bandiera)      | A     | Gwyn Thomas   |
|    | Inghilterra (bandiera) | A     | Ray Hankin    |
|    | Scozia (bandiera)      | A     | Arthur Graham |

## Statistiche

### Statistiche di squadra
| Competizione   | Punti | Totale | Totale | Totale | Totale | Totale | Totale | DR  |
| Competizione   | Punti | G      | V      | N      | P      | Gf     | Gs     | DR  |
| -------------- | ----- | ------ | ------ | ------ | ------ | ------ | ------ | --- |
| First Division | 46    | 42     | 18     | 10     | 14     | 63     | 53     | +10 |
| FA Cup         | -     | 1      | 0      | 0      | 1      | 1      | 2      | -1  |
| Totale         | -     | 43     | 18     | 10     | 15     | 64     | 54     | +10 |